# حصن السنيسلة
يقف حصن السنيسلة شامخاً على هضبة مستديرة مطلاً على مدينة صور التي يمتهن أهلها ركوب البحر وبناء المراكب. ويقال أن تاريخ هذا الحصن المهيمن والمصمم على طراز أصلي مربع بأبراجه المستديرة التي تقف على أركانه الأربعة يعود إلى أكثر من 300 عام.

## الوصف
سُمي حصن السنيسلة بهذا الاسم لأنه يقع على نتوء عال يشرف على قرية السنيسلة، وشيد أثناء فترة ولاية الإمام ناصر بن مرشد اليعربي عام 1648م ويؤرخ بناؤه إلى أكثر من 300 سنة، ويبلغ ارتفاع مبنى الحصن 35 متراً وعرضه 30 متراً، ونظراً لموقع الحصن الاستراتيجي المهم فإنه يشرف على الساحل والطريق الرئيسي المؤدي للداخل. وتقع بوابة مدخل الحصن على الواجهة الشرقية، يقابلها سور طويل يبلغ طوله 55 متراً، وقد ساهم موقعه أعلى التلة في تسهيل مراقبة الشاطئ وحركة السفن المبحرة. وتشتمل مرافق الحصن على الدهريز والبرزة وغرفة الشيخ والمسجد ومدرسة تعليم القرآن الكريم والسجن وأبراج الحصن الأربعة.

## مواضيع متعلقة
- قلاع وحصون عمان